# Gens Lucília
La gens Lucília (en llatí Lucilia gens) va ser una gens romana d'origen plebeu molt poc coneguda.
Només va produir un personatge destacat, el poeta Gai Lucili. Cap dels seus membres va arribar a cap dels principals càrrecs de la república. Van usar els cognoms Balb i Bas, i més tard sota l'imperi els de Capitó i Llong; alguna moneda o medalla mosta també el cognom Ruf. També es coneixen Lucilii sense cap cognomen.